# Naturfarbstoffe

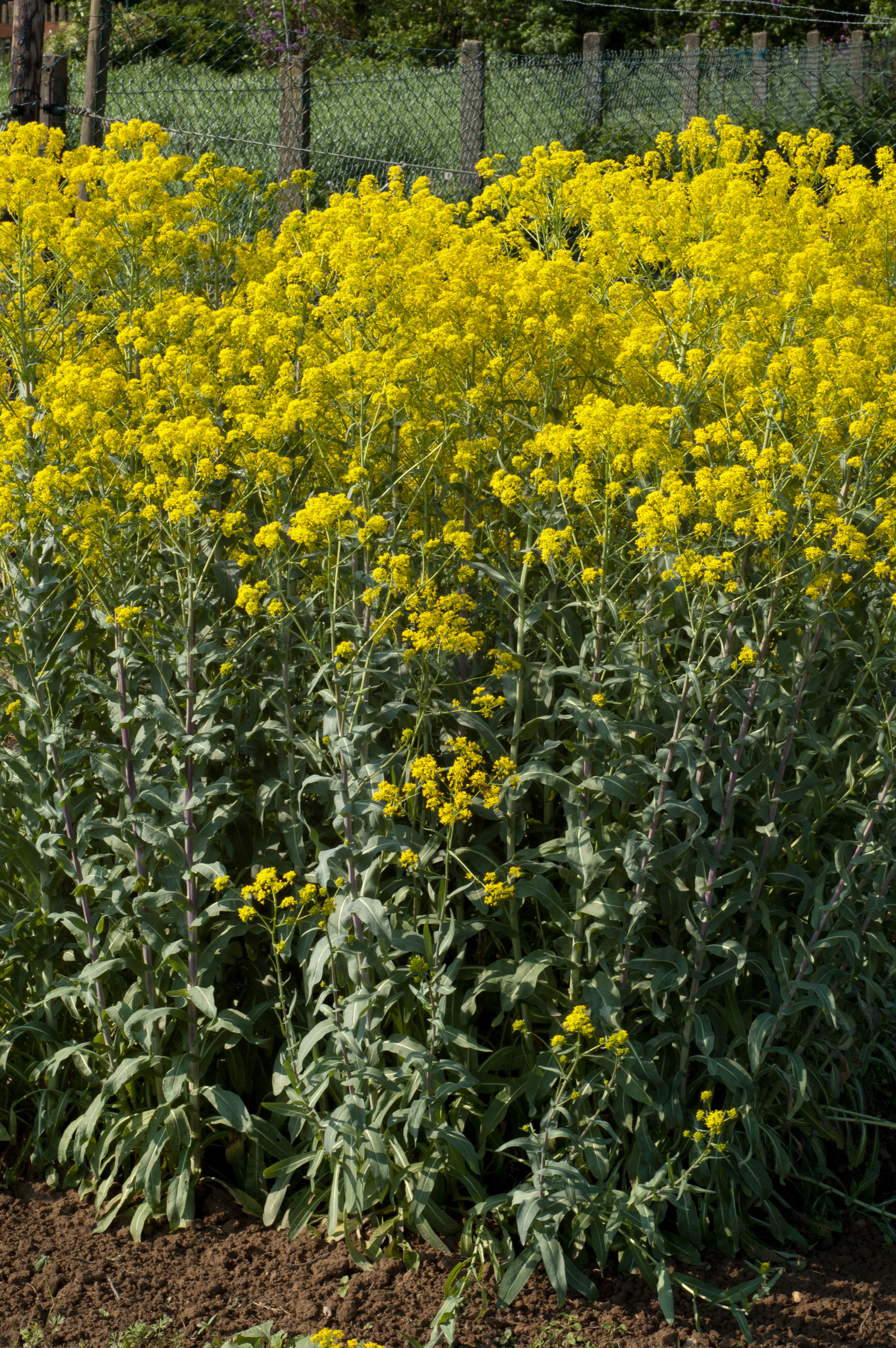
Aus Färberwaid (Isatis tinctoria) wurde früher kommerziell Indigo gewonnen.

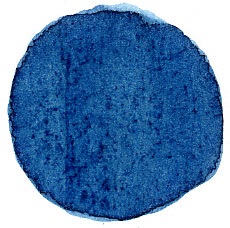
Indigo, natürlich

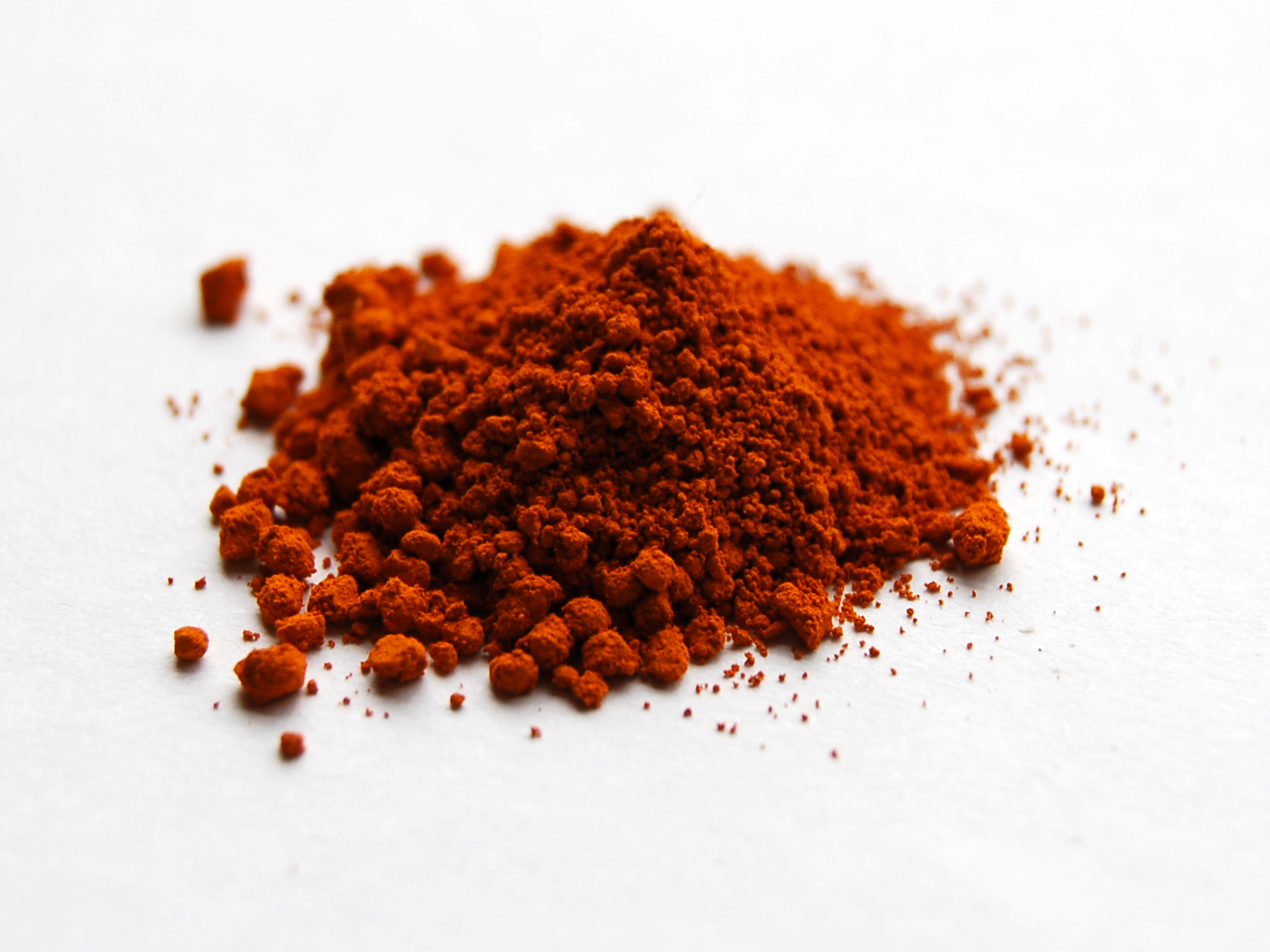
Probe von Alizarin

Naturfarbstoffe sind organische Farbstoffe pflanzlichen oder tierischen Ursprungs. Umgangssprachlich werden mitunter auch natürlich vorkommende anorganische Pigmente als Naturfarbstoffe bezeichnet.

## Pflanzliche Naturfarbstoffe
Nach August Seybold können Pflanzenfarbstoffe nach ihrem cytologischen Vorkommen unterteilt werden in
- plasmochrome Pflanzenfarbstoffe (Lokalisation in Chromo- oder Chloroplasten und daher hydrophob),
- chymochrome Pflanzenfarbstoffe (Lokalisation im wässrigen Zellsaft der Vakuole und daher hydrophil) und
- membranochrome Pflanzenfarbstoffe (Lokalisation in der Zellwand).[2]

Die wichtigsten natürlichen Pflanzenfarbstoffe sind die grünen Chlorophylle – Magnesium-Komplexfarbstoffe mit einem Porphyrin-Gerüst. Diese sind für die Photosynthese von entscheidender Bedeutung.
Die Farbe von Blüten und Früchten wird durch die wasserlöslichen Anthocyane und Flavone verursacht. Wie die Anthocyane werden auch die fettlöslichen Carotinoide als Lebensmittelfarbstoffe eingesetzt.
Bedeutsame Pflanzenfarbstoffe zum Färben von Textilien oder anderen Substraten sind Indigo, gewonnen aus der Indigopflanze oder dem Färberwaid, Henna (auch Lawson) aus dem Hennastrauch, Alizarin aus der Wurzel des Färberkrapp, Crocetin aus Safran, sowie Brasilin aus Rotholz (auch Basilholz).

## Tierische Naturfarbstoffe
Die wichtigsten tierischen Farbstoffe sind die strukturell mit den Chlorophyllen verwandten Häme, z. B. das Häm b als Bestandteil des Blutfarbstoffs Hämoglobin. Die roten eisenhaltigen Porphyrin-Komplexe spielen eine zentrale Rolle bei der Aufnahme von Sauerstoff.
Wichtige Naturfarbstoffe tierischen Ursprungs für färberische Anwendungen sind das Purpur aus der Purpurschnecke, sowie verschiedene rote Farbstoffe aus Schildläusen – beispielsweise echtes Karmin aus der Cochenilleschildlaus, Kermes (unechtes Karmin) aus verschiedenen europäischen und asiatischen Schildläusen und Lac Dye aus der Lackschildlaus.
Sepia, ein braun- bis grauschwarzer Farbstoff, wird aus dem Tintenbeutel von Tintenfischen (Sepien) gewonnen. Traditionell zum Färben von Stoffen und als Tusche zum Zeichnen verwendet, findet Sepia heute noch Anwendung zum Färben von Lebensmitteln (Pasta, Gebäck) sowie in der Aquarellmalerei.

## Naturfarbstoffe aus Bakterien
Der Farbstoff Spirulina Blau wird aus Cyanobakterien gewonnen.

## Verwendung
Mit Naturfarbstoffen werden seit Jahrtausenden die unterschiedlichsten Materialien gefärbt (Textilien, Wolle, Leder, Haare etc.), wobei mit der Entwicklung der synthetischen Farbstoffe ab der zweiten Hälfte des 19. Jahrhunderts diese Nutzung stark zurückgegangen ist. Einige Naturfarbstoffe spielen nach wie vor eine Rolle als zugelassene Lebensmittelfarbstoffe.